# Le Malzieu-Ville
Le Malzieu-Ville (okzitanisch Lo Malasiu) ist eine französische Gemeinde mit 743 Einwohnern (Stand: 1. Januar 2022) im Département Lozère in der Region Okzitanien. Sie gehört zum Arrondissement Mende und zum Kanton Saint-Alban-sur-Limagnole. Die Einwohner werden Malzéviens genannt.
2021 wurde Le Malzieu-Ville mit dem Prädikat Die schönsten Dörfer Frankreichs ausgezeichnet.

## Lage
Die Gemeinde Le Malzieu-Ville liegt am Fluss Truyère im Gebiet der Causse de Sauveterre im Zentralmassiv in den Cevennen in den Landschaften Margeride und Gévaudan. Umgeben wird Le Malzieu-Ville von den Nachbargemeinden Saint-Léger-du-Malzieu im Norden, Le Malzieu-Forain im Osten, Prunières im Süden, Saint-Pierre-le-Vieux im Südwesten und Westen sowie Blavignac im Nordwesten.

## Bevölkerungsentwicklung
| Jahr                       | 1962 | 1968 | 1975 | 1982 | 1990 | 1999 | 2006 | 2013 | 2022 |
| Einwohner                  | 802  | 794  | 874  | 924  | 947  | 970  | 890  | 749  | 743  |
| Quellen: Cassini und INSEE |      |      |      |      |      |      |      |      |      |

## Sehenswürdigkeiten
- Stiftskirche Saint-Hippolyte, ursprüngliche Kirche aus dem 13. Jahrhundert während der Hugenottenkriege 1573 zerstört, 1582 neu errichtet
- historische Ortsbefestigungen
- Ursulinenkonvent

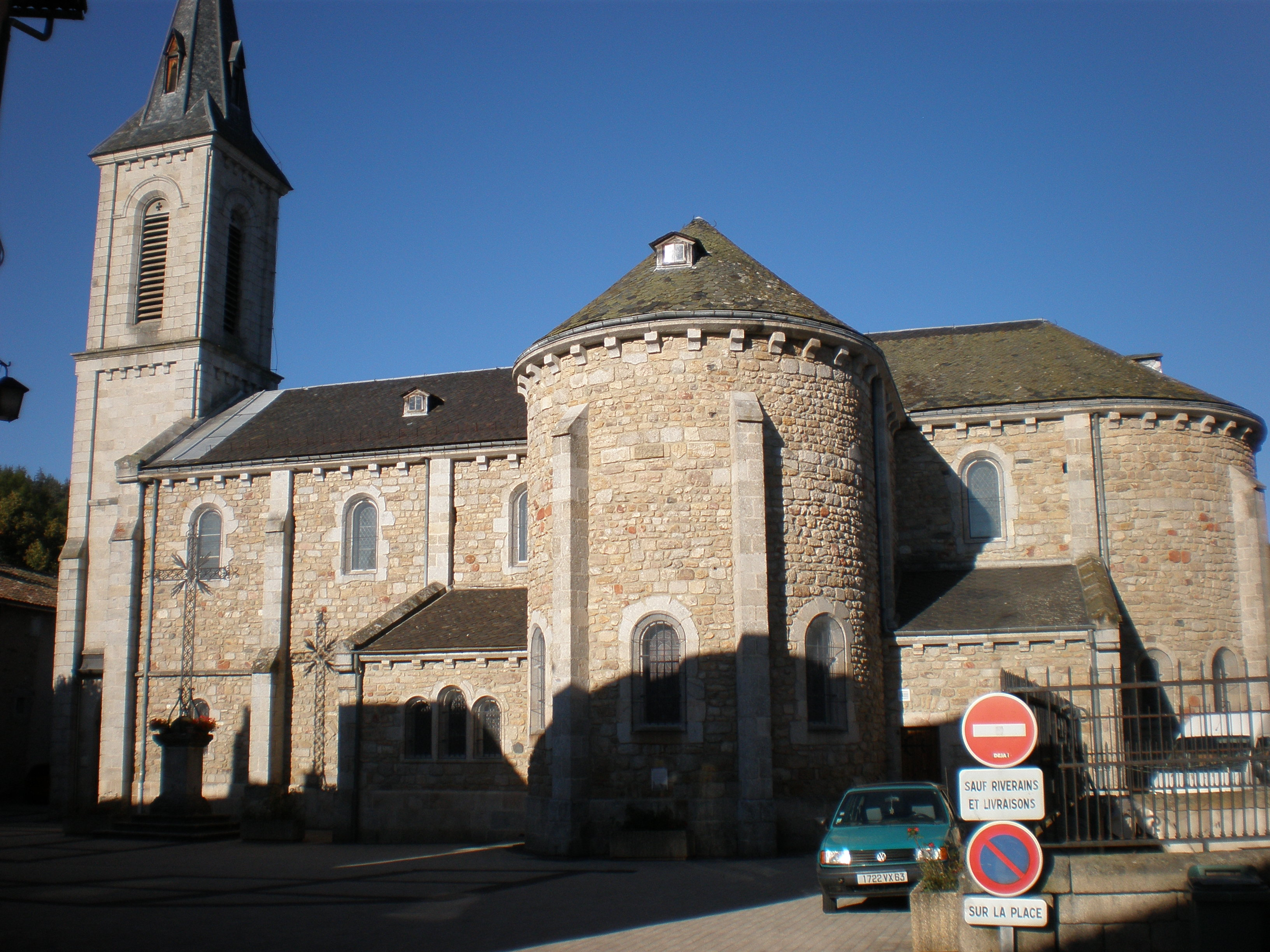
Kirche Saint-Hippolyte
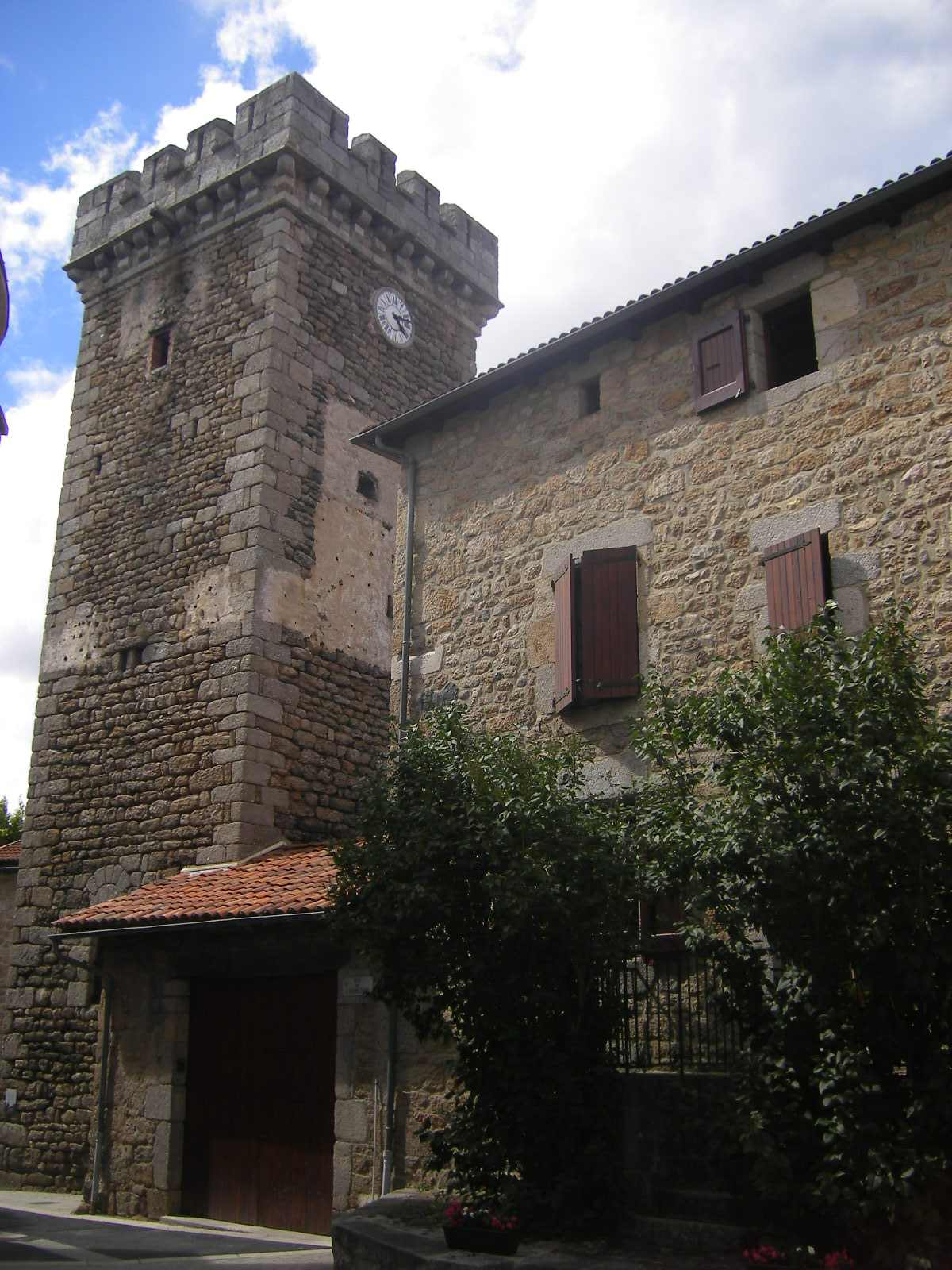
Beffroi in der Ortsbefestigung

## Persönlichkeiten
- Louis d’Aurelle de Paladines (1804–1877), General
- Léon Soulier (1924–2016), Bischof von Limoges
- René Souchon (* 1943), Politiker (PS), Bürgermeister von Aurillac (1977–1995, 2001–2006), Staatssekretär für Landwirtschaften und Forsten (1983–1986)